# Cristo giovane nel Tempio
Il Cristo giovane nel Tempio è un dipinto a olio su tavola (42,6x33,3 cm) di Correggio, databile al 1513 circa e conservato nella National Gallery of Art di Washington.

## Storia
Il dipinto è noto da tempi molto recenti. Nel 1930 fu riscoperto in una collezione privata aristocratica inglese e nel 1956 fu messo in vendita a New York, dove venne acquistato da Samuel H. Kress, che nel 1961 ne fece dono al museo statunitense.
Esiste una traccia documentaria di un Cristo dodicenne richiesto da Isabella d'Este a Leonardo e mai eseguito, che forse la marchesa chiese poi al giovane Correggio quando si trovava a Mantova. Anche per questo si ritiene un'opera giovanile, eseguita entro il secondo decennio del Cinquecento, forse precedente rispetto alla Madonna di San Francesco.

## Descrizione e stile
L'opera è uno dei più evidenti tributi di Correggio a Leonardo, suo maestro ideale durante la formazione. Cristo infatti, ritratto a mezzo busto, ha le fattezze di quei ritratti del Salaì trasfigurati in santi, come il San Giovanni Battista del Louvre. Ha una bellezza femminea con i capelli lunghi e mossi, il mento appuntino, il volto ovale, il naso lungo e dritto. Anche la forza con cui emerge dallo sfondo scuro deriva dall'uso dello sfumato leonardesco. Nuovo però è il rapporto col colore, più intenso che in Leonardo, derivato dall'esempio della pittura veneta coeva, a cui rimanda anche la tenda verde discostata nello sfondo. Cecil Gould ha notato anche una forte somiglianza fra i tratti del volto del Cristo giovane e quelli del san Giovanni Battista della Madonna di San Francesco.
Iconograficamente si tratta di una rappresentazione del giovane Cristo, ancora imberbe, con la tipica tunica rosa con lo scollo squadrato dorato e il mantello azzurro. Egli tiene poggiato un libro su un ipotetico parapetto che coincide col bordo inferiore dell'opera e con una mano tiene una pagina mentre con l'altra indica un punto, come a segnalare la conferma di un'idea che sta spiegando, vista la bocca dischiusa, lo sguardo rivolto con dolcezza ma anche con intento chiaramente persuasivo verso l'osservatore, e il gesto della mano destra che si apre in uno scorcio ancora incerto in atto dimostrativo. Per questi elementi si è ipotizzato che l'opera raffiguri un momento simile a quello del Cristo nel Tempio di Gerusalemme, dove dodicenne si intrattenne a spiegare le Sacre Scritture ai dottori, stupendoli della sua sapienza. Probabilmente, vista l'età apparente del ragazzo, potrebbe essere un passo del Vangelo di Luca (4, 14) in cui Gesù lesse un passo del Libro di Isaia nella sinagoga di Nazaret.
Il soggetto della Disputa di Gesù al tempio godeva di una certa fortuna nella pittura italiana del primo Cinquecento, particolarmente in area veneta e lombarda, come nel dipinto di Bernardino Luini alla National Gallery di Londra. Anche Dürer nel 1506 si era misurato con questo tema in un'opera celeberrima dove aveva ostentato la sua maestria a rendere i diversi "moti dell'animo" del Cristo e degli scribi attraverso la gestualità delle mani e l'espressione dei volti. Proprio quando Dürer dipingeva quest'opera a Venezia, Isabella d'Este a Mantova chiedeva insistentemente a Leonardo di dipingere per lei “una figura di un Cristo giovinetto de anni circa duodeci che seria di quell'età che l'haveva quando disputò nel tempio”. Non sappiamo se Leonardo eseguì degli studi preparatori per questo dipinto di cui non è rimasta alcuna traccia. Ma è possibile che la scelta ardita del Correggio di rappresentare la sola figura del Cristo piuttosto che l'intera scena della Disputa, coinvolgendo così gli osservatori che vengono a trovarsi nella privilegiata posizione degli scribi intorno al Cristo, avesse qualcosa a che fare con la storia di questa commissione.